# Waffenschleife
Waffenschleife ist ein Ortsteil der Stadt Waldmünchen im Landkreis Cham des Regierungsbezirks Oberpfalz im Freistaat Bayern.

## Geografie
Waffenschleife liegt am Nierbächl, 1,4 Kilometer östlich von Waldmünchen und 2,3 Kilometer westlich der tschechischen Grenze. Am westlichen Ortsrand von Waffenschleife mündet der von Norden kommende Stadtbach in das Nierbächl.

## Geschichte
Waffenschleife erschien erstmals mit Angaben für 1861 im Topographisch-statistischen Handbuch des Königreichs Bayern als Ortsteil der Stadt Waldmünchen.
Waffenschleife gehört zur Pfarrei Waldmünchen. 1997 hatte Waffenschleife 46 Katholiken.

## Einwohnerentwicklung ab 1861
| Jahr | Einwohner | Gebäude |
| ---- | --------- | ------- |
| 1861 | 24        | k. A.   |
| 1871 | 24        | 15      |
| 1885 | 28        | 5       |
| 1900 | 31        | 5       |
| 1913 | 24        | 5       |
| 1925 | 25        | 4       |

| Jahr | Einwohner | Gebäude |
| ---- | --------- | ------- |
| 1950 | 46        | 9       |
| 1961 | 51        | 13      |
| 1970 | 42        | k. A.   |
| 1987 | 49        | 16      |
| 2011 | 53        | k. A.   |

## Tourismus
Durch Waffenschleife verläuft eine Variante des Goldsteiges.